# Escuela Normal Superior Sarmiento (San Juan)
La Escuela Normal Superior Sarmiento o  Escuela Normal Superior Domingo Faustino Sarmiento es un centro docente, de enseñanza y educativo ubicado en Av. Alem 31 (s) en la Ciudad de San Juan, Argentina.
Fue creada a fines del siglo XIX en el marco de políticas destinadas a fortalecer la educación primaria y, para ello, la formación de maestros (docentes). El establecimiento ofrece en la actualidad todos los niveles educativos, primario, medio y superior no universitario, destinado a la formación docente.

## Localización
La Escuela Normal Superior Sarmiento, se localiza, a seis cuadras (600 metros) al noroeste de la Plaza 25 de Mayo en las inmediaciones de la Plaza Laprida. Ocupa el total de una cuadra, estando rodeada por las avenidas: Libertador General San Martín al norte y Alem al este, mientras que las calles: Laprida, al sur y Santiago del Estero al oeste.
Teniendo en cuenta la localización absoluta, la misma se ubica a: 31°32′07″S 68°31′57″O / -31.53528, -68.53250 y a una altitud de 645 m s. n. m.

## Historia
La Escuela Normal Superior Sarmiento se creó por un decreto del Poder Ejecutivo Nacional con fecha 27 de mayo de 1879. El primer ciclo lectivo comenzó efectivamente el 19 de octubre de 1879, fecha que cada año esta institución celebra como su aniversario. 
El 25 de mayo de 1884, en el Teatro Vasconcellos y con la presencia del gobernador, doctor Carlos Doncel, trece maestras recibieron sus títulos. Eran las primeras egresadas y habían cursado un año preparatorio y tres de formación normal. El acto contó con un invitado especial: el propio Domingo Faustino Sarmiento.
Por ley del 10 de agosto de 1887 el gobierno de la provincia de San Juan cedió a la Nación un terreno situado en las enmediaciones de Avenida Alem, frente a Plaza Laprida en la Ciudad de San Juan. Allí, en 1910, comenzó la edificación de un edificio antisísmico que había sido proyectado por el ingeniero Domingo Selva. En 1913 la escuela ya funcionaba en este nuevo edificio.

## Edificio
El edificio de la Escuela Normal fue el primero antisísmico que se haya construido en la ciudad de San Juan y el único que queda de la época del centenario. Posee un gran portal de ingreso que domina el conjunto que originalmente constaba de una planta rectangular y dos patios paralelos, rodeados por las galerías de acceso a las aulas. En el centro, el salón de actos ha sido siempre el corazón de las actividades escolares.
Las características infraestructurales permitieron que sobreviviera al terremoto de 1944 y que allí funcionara, durante un tiempo después del sismo, la Gobernación de la provincia de San Juan y otras dependencias.
En 1947, se expropiaron los terrenos privados ubicados sobre calle Laprida que limitaban la escuela y así, la escuela, pudo ocupar toda la manzana.
El terremoto de 1977 confirmó la resistencia del edificio. Fueron pocos los días sin clases y muy leves las grietas que aparecieron. Especialistas internacionales confirmaron que la construcción no había colapsado.
En junio de 1988, el por entonces intendente de la Ciudad de San Juan Guillermo Barrena Guzmán declaró al edificio Patrimonio Histórico Arquitectónico de Interés Municipal. 
En 1999, por Ley 25.186, el edificio fue declarado Monumento Histórico Nacional. Entre los fundamentos de esta declaración se encuentra su carácter de testimonio de la arquitectura escolar de principios de siglo.

## Fuente consultada
- www.sanjuanalmundo.com/enciclopedia_visual/paginas/escuela_normal_sarmiento.php (enlace roto disponible en Internet Archive; véase el historial, la primera versión y la última).

- Datos: Q5838812